# Wortmannin
Wortmannin ist ein Mykotoxin. Die Verbindung ist nach dem deutschen Mykologen Julius Wortmann (1856–1925) benannt.

## Vorkommen
Wortmannin wird von Kolonien der Schimmelpilze Fusarium oxysporum, Fusarium avenaceum, Fusarium sambucinum, sowie des Schlauchpilzes Penicillium funiculosum gebildet, aus denen es isoliert werden kann.

## Pharmakologische Wirkung
Wortmannin hat keine antibakteriellen Eigenschaften, ist aber ein hochpotentes Fungizid. Es ist darüber hinaus ein hochpotenter PI3K-Inhibitor und war der erste identifizierte PI3K-Inhibitor. Es bindet dabei über den Furan-Ring kovalent an ein Lysin in der Position 802. Der IC50-Wert liegt bei 30 nmol.
Außerdem ist Wortmannin in höheren Konzentrationen in der Lage mTOR, DNA-abhängige Proteinkinase (DNA-PK), Phosphatidylinositol-4-Kinasen, Myosin-leichte-Ketten-Kinase und Mitogenaktivierte Proteinkinase (MAP-Kinase) zu inhibieren. Es hat eine immunsuppressive und starke entzündungshemmende Wirkung.
Ungünstig ist die hohe Lebertoxizität von Wortmannin, weshalb die Reinsubstanz bisher keine klinische Anwendung gefunden hat. Eine Möglichkeit diese unerwünschte Nebenwirkung zu unterdrücken ist die Konjugation von Wortmannin an einen monoklonalen Antikörper.
PX-866 ist ein synthetisch modifizierter Abkömmling des Wortmannins und als experimenteller Wirkstoff derzeit (Stand Juni 2011) in drei onkologischen Phase-II-Studien (Glioblastom, kolorektales Karzinom Kopf-Hals-Karzinome.)

## Weiterführende Literatur
- J. Wang, Y. Cai, Y. Miao, S. K. Lam, L. Jiang: Wortmannin induces homotypic fusion of plant prevacuolar compartments. In: Journal of experimental botany Band 60, Nummer 11, 2009, S. 3075–3083, doi:10.1093/jxb/erp136. PMID 19436047. PMC 2718212 (freier Volltext).
- L. Chu, I. Norota, K. Ishii, M. Endoh: Wortmannin inhibits the increase in myofilament Ca(2+) sensitivity induced by cross-talk of endothelin-1 with norepinephrine in canine ventricular myocardium. In: Journal of Pharmacological Sciences Band 109, Nummer 2, Februar 2009, S. 193–202, PMID 19234363.
- J. W. Lee, L. V. Roze, J. E. Linz: Evidence that a wortmannin-sensitive signal transduction pathway regulates aflatoxin biosynthesis. In: Mycologia Band 99, Nummer 4, 2007 Jul–Aug, S. 562–568, PMID 18065007.
- Y. Liu, N. Jiang, J. Wu, W. Dai, J. S. Rosenblum: Polo-like kinases inhibited by wortmannin. Labeling site and downstream effects. In: The Journal of biological chemistry Band 282, Nummer 4, Januar 2007, S. 2505–2511, doi:10.1074/jbc.M609603200. PMID 17135248.
- W. Kim, J. Seong, J. H. An, H. J. Oh: Enhancement of tumor radioresponse by wortmannin in C3H/HeJ hepatocarcinoma. In: Journal of radiation research Band 48, Nummer 3, Mai 2007, S. 187–195, PMID 17435377.
- P. Wipf, R. J. Halter: Chemistry and biology of wortmannin. In: Organic & biomolecular chemistry Band 3, Nummer 11, Juni 2005, S. 2053–2061, doi:10.1039/b504418a. PMID 15917886.